# A18 (Litouwen)
De A18 is een hoofdweg in Litouwen. Dit is de rondweg van Šiauliai. De weg vervangt voor doorgaand verkeer de A12 die door het centrum van Šiauliai gaat. De Europese weg 77 loopt over de gehele lengte van de A18 mee.
A1 · A2 · A3 · A4 · A5 · A6 · A7 · A8 · A9 · A10 · A11 · A12 · A13 · A14 · A15 · A16 · A17 · A18 · A19